# Neusa França
Neusa Pinho França de Almeida (Campos dos Goytacazes, 7 de dezembro de 1920 – Brasília, 8 de março de 2016), ou Neusa França, foi uma pianista, compositora e professora de piano e música que viveu e trabalhou em Brasília, desde 1960. É conhecida pela composição do Hino de Brasília, mas sua obra ainda precisa ser melhor divulgada.  
Filha única de Raphael Martins de Pinho e Olga Miranda de Pinho, Neusa França teve seu primeiro contato com o piano aos 4 anos de idade e aos 7 passou a estudar com Isabel Martins, aluna de Henrique Oswald e Luciano Gallet. Ingressou na Escola Nacional de Música (atualmente, Escola de Música da UFRJ), onde estudou piano com Custódio Góes (1886–1948), concluindo o curso em 1939. Ainda na Escola Nacional de Música, estudou harmonia e composição com Francisco Mignone. Foi aluna de Magdalena Tagliaferro, que foi a sua maior influência pianística. Recebeu o Diploma de Alta Virtuosidade e Interpretação, conferido por Tagliaferro a seus melhores alunos e tornou-se assistente dela. Fez curso com Olga Samaroff (1880–1948), em Nova York, ocasião na qual se apresentou no Carnegie Hall. Estudou com Antônio de Sá Pereira e sua esposa Nayde de Sá Pereira (1913–1976) no curso de Especialização em Iniciação Musical. Aperfeiçoou-se em Didática da Iniciação Musical no Instituto Jaques-Dalcroze.
Mudou-se para Brasília no início de 1960 e assumiu a disciplina Canto Orfeônico no CASEB (Centro de Administração do Sistema Educacional de Brasília). Foi uma das primeiras musicistas profissionais a vir para a nova capital. Exerceu intensa atividade, como professora, pianista, camerista, compositora e regente de coros. Foi pianista da Orquestra Sinfônica do Teatro Nacional Claudio Santoro, trabalhando muitos anos com Claudio Santoro, de quem foi também assessora na Secretaria de Cultura do DF, e amiga pessoal. Criou o festival “Vamos ouvir música?”, um concerto anual, no qual se apresentavam seus melhores alunos e músicos convidados. Lecionou na Escola de Música de Brasília, Faculdade Dulcina de Moraes, da Fundação Brasileira de Teatro e outras escolas de música do DF. Manteve durante quatro décadas uma classe de alunos de piano, em sua residência, onde os atendia diariamente, com acesso livre. Entre seus alunos, vários são hoje pianistas profissionais, professores universitários e concertistas, atuando no Brasil e exterior. 
Neusa França presidiu a Academia de Letras e Músicas do Brasil (ALMUB), da qual é Presidente Emérita. Recebeu título de Cidadã Honorária de Brasília (1997) da Câmara Legislativa do Distrito Federal, além da Medalha Juscelino Kubitschek. Escreveu o livro O Piano em Pauta (2000), publicado pela Editora Thesaurus. Em 1998 recebeu a Medaille de Vermeil da Académie Internationale de Lutèce, pelo segundo lugar no Concurso de Composições Instrumentais, com a "Suíte de Valsas Seresteiras", para piano. Entre dezenas de recitais que fez, destaca-se o que homenageou Ernesto Nazareth, no Clube do Choro de Brasília, em 2001, transmitido pela TV Senado. Seu último recital solo se deu em abril de 2007, aos 87 anos, no CTJ Hall, da Casa Thomas Jefferson, tradicional espaço da música de concerto em Brasília.
Com mais de 90 anos, Neusa França ainda foi ativa como pianista, professora e compositora. Em 2012, participou da gravação histórica do livro A velha guarda do choro no Planalto Central, tocando uma de suas valsas seresteiras, no Teatro Levino de Alcântara, da Escola de Música de Brasília, quando tinha 92 anos. Este livro traz um artigo sobre ela e sua relação com o choro em Brasília. A compositora veio a falecer em 8 de março de 2016, com 95 anos, em Brasília.